# Друга збірна Німеччини з футболу
Друга збірна Німеччини з футболу (нім. Deutsche B-Fußballnationalmannschaft) — німецька футбольна команда, в якій виступають кандидати в основну збірну Німеччини. Також відома під назвами Збірна Б та Збірна А2.

## Історія

### Збірна-Б (1951—1980)
Першу гру друга збірна провела 14 квітня 1951 року в Карлсруе на стадіоні «Гонзельштрассе» проти Швейцарії. Гра завершилася поразкою німців із рахунком 0:2. У тому матчі вишили грати: Віллі Радо, Еріх Реттер, Адольф Кнолл, Ганс Гаферкамп, Пауль Мацковскі, Гайнц Тренкель, Герхард Кауфхольд, Курт Шрайнер, Пауль Ліппонер-молодший, Горст Бухц та Рольф Блессінг.
Усього збірна-Б провела 61 гру проти 23 збірних, із цих ігор 39 були виграні, 7 завершилися внічию, решту 15 німці програли. Сумарна різниця забитих та пропущених м'ячів склала 119:65. Найбільшу кількість ігор збірна провела проти першого супротивника — Швейцарії (9 матчів), на другому місці йдуть австрійці з 6 зустрічами, а на третьому — голландці з 5 поєдинками. 11 матчів було зіграно в ті ж дні, коли виступала основна збірна (шість із них було зіграно в тому ж місці). Найбільшу кількість зустрічей провів Рональд Ворм, фіналіст чемпіонату Європи 1976 року(12 матчів), а найкращим бомбардиром став Манфред Бургсмюллер (8 м'ячів). З другої збірної в першу пізніше пройшли Бернд Кулльман, Ганнес Бонгарц, Рональд Ворм, Дітер Бурденскі та Дітмар Якобс.
Серед 23 супротивників виділяються чотири команди з відомими зустрічами:
- Люксембург
  - 1 травня 1958 року німці сенсаційно програли в Люксембурзі з рахунком 1:4.
  - 3 вересня 1974 року німці здобули велику перемогу на виїзді в Люксембурзі з рахунком 5:0.
  - 16 жовтня 1979 року в Кобленці вдома німці здобули найбільшу перемогу в історії з рахунком 9:0.
  - 22 вересня 1981 року у Люксембурзі німці несподівано обмежилися перемогою з рахунком 1:0.

- Ірландія
  - 11 березня 1975 року німці у Дубліні несподівано програли 1:0.
  - 21 травня 1981 року німці виграли крупно у Бремені з рахунком 3:0.

- Фінляндія
  - 25 квітня 1975 року німці розгромили фінів в Оффенбаху з рахунком 6:0.

- Норвегія
  - 28 березня 1979 року в Аахене німці взяли гору над скандинавською збірною з рахунком 3:0.

12 червня 1977 року друга збірна здійснила поїздку до Гондурасу, щоб зіграти з національною збірною цієї держави (основна збірна ще ніколи не грала з гондурасцями). Матч пройшов у місті Тегусігальпа. У складі німців зіграли: Гайнц-Йозеф Койтка, Петер Райхель, Ганс Клінкгаммер, Міхаель Ламек, Карл-Хайнц Кербель, Роланд Гербер, Вольфганг Краус, Рюдігер Венцель, Петер Геєр , Манфред Бургсмюллер, Вольфганг Франк, Гансі Мюллер, Каспар Мемерінг і Роланд Стегмаєр.Перемогу з рахунком 3:1 принесли гол Бургсмюллера та дубль Франка.
Останню гру друга збірна як «команда-Б» провела 16 лютого 1982 року в Мангаймі, перемігши Португалію 1:0. Склад у тому матчі був наступним: Уве Грейнер, Карл-Гайнц Гейльс, Герхард Штрак, Рігоберт Грубер, Стефан Гросс, Джонні Оттен, Штефан Енгельс, Міхаель Якобс, Томас Аллофс, Карл Алльгевер, Норберт Маєр, Гольгер Вільмер, Уве Райндерс і Курт Пінкалль. Переможний гол забив Страк.

### Збірна-А2 (1999—2001)
Другу збірну відродили 1999 року під ім'ям «команда-А2». Заходи було вжито з огляду на те, що німецька збірна вкотре не змогла завоювати четверте звання чемпіона світу, сенсаційно програвши в 1998 році в 1/4 фіналу чемпіонату світу хорватам з непристойним для себе рахунком 0:3. Усього команда-А2 зіграла 7 зустрічей.
1. 1 вересня 1999, Карлсруе. Німеччина-А2 1:3 Франція-Б
2. 6 жовтня 1999, Москва. Росія-Б 1:1 Німеччина-А2
3. 11 листопада 1999, Сараєво. Боснія 0:0 Німеччина-А2
4. 28 березня 2000, Оффенбах. Німеччина-А2 4:4 Росія
5. 25 квітня 2000, Прешов. Словаччина 4:1 Німеччина-А2
6. 15 серпня 2000 року, Марку-де-Канавезеш. Португалія-Б 0:2 Німеччина-А2
7. 22 березня 2001, Мюлуз. Франція-Б 1:2 Німеччина-А2

У збірній опинилося 11 бомбардирів. Найкращим став Андреас Ноєндорф, який оформив дубль. По одному голу забивали Йорг Беме, Томас Брдарич, Шон Данді, Марель Кетелаєр, Стефан Пасслак, Томас Райхенбергер, Ларс Ріккен, Золтан Шебесен, Тімо Венцель та Бернд Шнайдер.

### Тім 2006 (2002—2006)
У 2000 році Німеччині надали право на проведення чемпіонату світу 2006 року. Для підготовки до чемпіонату було зібрано так звану «команду-2006» (нім. Team 2006), гравці якої мали стати потенційними кандидатами до збірної Німеччини та увійти до фінальної заявки. У рамках підготовки збірна провела 10 ігор.
1. 6 червня 2002 року. Поразка від Туреччини-Б з рахунком 1:2 у Менхенгладбасі. Єдиний гол забив Бернд Коржинець.
2. 17 грудня 2002 року. Нічия з Шотландією з рахунком 3:3 у Майнці. Голи забили Кевін Кураньї, Александр Маєр та Александр Фойгт.
3. 30 квітня 2003 року. Нічия з Туреччиною-Б із рахунком 0:0 в Анкарі.
4. 4 вересня 2003 року. Перемога над Росією-Б з рахунком 3:2 в Аалені . Голи забили Маркус Шрот, Марко Енгельгардт та Бернд Коржинець.
5. 21 жовтня 2003 року. Перемога над Шотландією з рахунком 1:0 в Абердіні. Єдиний гол забив Маркус Даун.
6. 27 квітня 2004 року. Нічия з Росією-Б із рахунком 1:1 у Москві. Єдиний гол забив Марко Енгельгардт.
7. 11 жовтня 2004 року. Поразка від Польщі з рахунком 1:2 в Аалені. Єдиний гол забив Беньямін Ауер.
8. 7 грудня 2004 року. Перемога над Шотландією з рахунком 3:0 у Мангаймі. Голи забили Беньямін Ауер (двічі) та Торбен Маркс.
9. 6 вересня 2005 року. Нічия з Туреччиною-Б із рахунком 1:1 в Анкарі. Єдиний гол забив Александер Мадлунг.
10. 15 вересня 2005 року. Перемога над Австрією-Б з рахунком 5:2 у Маттерсбурзі. Голи забили Фабіан Гербер, Маріо Гомес та Беньямін Ауер. Австрійці Пауль Шарнер та Мануель Ортлехнер забили у свої ворота.

Найкращим бомбардиром став Беньямін Ауер із 4 м'ячами, а найбільше ігор (сім) провів Сімон Єнч. Разом до складу на чемпіонат світу-2006 пройшли Тім Боровскі, Арне Фрідріх, Майк Ганке та Тімо Гільдебранд. У збірній ще до чемпіонату світу зіграли Даніель Бірофка, Марко Енгельхардт, Фабіан Ернст, Франк Фаренгорст, Інго Херцш, Тобіас Рау, Андреас Гінкель та Кевін Кураньї. У розширений склад кандидатів пройшли також Мануель Фрідріх, Александер Мадлунг, Клеменс Фріц, Штефан Кісслінг, Сімон Рольфес, Роберт Енке, Патрік Гельмес, Маріо Гомес, Крістіан Гентнер, Марсель Шефер та Джермейн Джонс. Пізніше майже всі з цих гравців зіграли бодай один матч за національну збірну.